# Gnomulus crassipes
Espèce
Gnomulus crassipes est une espèce d'opilions laniatores de la famille des Sandokanidae.

## Distribution
Cette espèce est endémique de la Luçon aux Philippines. Elle se rencontre sur le mont Banahaw.

## Description
Le mâle holotype mesure 1,94 mm et la femelle paratype 2,09 mm, les mâles mesurent de 1,90 à 1,98 mm et les femelles de 1,99 à 2,09 mm.

## Systématique et taxinomie
Cette espèce a été décrite par Schwendinger et Martens en 2002.

## Publication originale
- Schwendinger & Martens, 2002 : « A taxonomic revision of the family Oncopodidae III. Further new species of Gnomulus Thorell (Opiliones, Laniatores). » Revue Suisse de Zoologie, vol. 109, no 1, p. 47–113 (texte intégral).